# Власенко Василь Васильович
Василь Васильович Власенко (нар. 1913, с. Охрамієвичі, Сосницький повіт, Чернігівська губернія, Російська імперія — пом. ?) — український радянський футболіст, воротар.

## Життєпис
На початку кар'єри виступав за «Динамо» з П'ятигорська, «Динамо» (Горький) і «Вуглевик» з міста Шахти. З 1933 по 1935 роки грав за махачкалинське «Динамо». У 1936 році перебрався в воронезьке «Динамо», за який у сезоні 1937 року провів 10 поєдинків, пропустив 10 м'ячів. У 1938 році грав за московське «Динамо-клубна». У 1939 році виступав за мінський «Спартак» і московський ЦБЧА, в складі якого 26 червня того ж року в дербі проти московського «Спартака» після подачі кутового Володимиром Степановим у присутності 80 000 глядачів, послизнувшись, пропустив безглуздий м'яч. Після невдалого сезону, в 1940 році перебрався в горьківське «Торпедо». У 1941 році грав за «Стахановець» зі Сталіно, за який провів 6 матчів і пропустив 6 м'ячів у чемпіонаті СРСР. З 1944 по 1948 рік грав за ВПС, в якому й завершив кар'єру.